# 스타무한도전
스타 무한 도전(약칭 스무도)는 MBC 게임의 예능 프로그램이었다. 스타크래프트 배틀넷에서 인기있는 유즈맵을 MC들이 직접 플레이 하는 형식으로 방송하는 프로그램으로 박상현 정인호 임성춘 강현종 서경종 5명의 게임해설자가 진행했다. 약 6년 동안 방송한 MBC 게임의 장수 프로그램이었고, 2012년 1월 27일 종영을 했다. 현재는 헝그리앱TV에서 헝무도 리턴즈라는 이름으로 방영 중이다. (자세한건 헝무도 리턴즈 문서에서 찾기 바람)

## 시즌 1
스타무한도전 1기는 박상현, 임성춘의 사회로 진행하였으며 여성 MC나 게스트와 함께 유즈맵을 도전하는 형식으로 진행 하였다. 그리고 53회 이후에는 임성춘이 군입대로 하차하며 정인호가 영입되었다.

### 도전 유즈맵
유대현, 서광록, 신지수가 반고정 패널 멤버로 참여하였다.

## 시즌 2
스타무한도전 100회 방송분부터 스타무한도전은 시즌 2로 접어들었다. 시즌 2에서는 e스포츠 리얼 버라이어티를 모토로 유즈맵 도전의 포맷은 그대로 이어갔다. 게스트 출연 등의 과도기(약 1년)를 거쳐 박상현, 정인호, 유대현, 한승엽, 손대영의 체제가 되었다. 2009년 5월 손대영이 군입대로 하차하면서 임성춘이 다시 멤버로 합류했다.
이후 2009년 8월 강민이 합류하였다. 그러나 2009년 10월 강민이 온게임넷으로 이적하고 2009년 말 강민을 대체할 새로운 멤버를 선발하기 위한 대회를 개최, 스무도K를 통해 강현종이 MBC게임에 복귀하며 6인 체제가 되었다.
2010년 11월에 한승엽이 군입대를 하면서 다시 5인체제로 유지하다가 2011년 3월에 제대한 손대영이 합류하면서 다시 6인체제가 되었다.
2011년 7월에 손대영의 온게임넷 이적으로 다시 5인 체제가 되고, 2011년 10월 유대현이 온게임넷으로 이적, 서경종이 대신 합류했다.
스타무한도전은 MBC게임이 폐국을 함으로써 2012년 1월 23일 331회를 마지막으로 막을 내리게 되었고, 스무도 미니 LIVE는 2012년 1월 27일 종영하였다.

## 역대 멤버
- 박상현 (원조 멤버)
- 임성춘 (원조 멤버)
- 정인호 (임성춘 대타)
- 유대현 (도전 유즈맵 시즌1)
- 서광록 (도전 유즈맵 시즌1)
- 신지수 (서광록 대타)
- 손대영 (신지수 대타)
- 한승엽 (도전 유즈맵 시즌2)
- 강민 (200회 특집 기념 멤버)
- 강현종 (스무도 K 우승자)
- 서경종 (유대현 대타)

## 같이 보기
- MBC 게임
- 헝무도 리턴즈